# Gabrielita
La gabrielita és un mineral de la classe dels sulfurs. Rep el seu nom del suís Walter Gabriel, conegut fotògraf de minerals i expert en els minerals de Lengenbach.

## Característiques
La gabrielita és un sulfur de fórmula química Tl₂AgCu₂As₃S₇. Va ser aprovada com a espècie vàlida per l'Associació Mineralògica Internacional l'any 2002. Cristal·litza en el sistema triclínic. Es troba en forma de cristalls idiomorfs, curts-prismàtics a aplanats, de fins a aproximadament 0,4 mm, i com a agregats d'aproximadament 1 mm d'ample. La seva duresa a l'escala de Mohs es troba entre 1,5 i 2.
Segons la classificació de Nickel-Strunz, la gabrielita pertany a «02.HD: Sulfosals de l'arquetip SnS, amb Tl» juntament amb els següents minerals: lorandita, weissbergita, christita, jankovicita, rebulita, imhofita, edenharterita, jentschita, hutchinsonita, bernardita i sicherita.

## Formació i jaciments
Va ser descoberta a la pedrera Lengenbach, a la comuna de Binn, situada a la Vall de Binn, a Valais (Suïssa), on sol trobar-se associada a altres minerals com: trechmannita, tennantita, realgar, rathita, hutchinsonita, hatchita i edenharterita. Es tracta de l'únic indret on ha estat trobada aquesta espècie mineral.